# Néstor Groppa
Néstor Groppa (Laborde, Córdoba, 1928 - San Salvador de Jujuy, 4 de mayo de 2011) fue un poeta, escritor, periodista y educador argentino. Vivió la mayor parte de su vida en San Salvador de Jujuy.

## Biografía
Cursó estudios en su provincia natal, Córdoba, y en Buenos Aires. Radicado en Jujuy desde mediados de la década de 1950, fue maestro durante cuatro años en Tilcara y luego se desempeñó 33 años como bibliotecario en el Colegio Nacional Teodoro Sánchez de Bustamante de San Salvador de Jujuy. También ejerció como profesor en la Escuela de Artes.
En 1955, junto con los poetas Jorge Calvetti, Andrés Fidalgo y Mario Busignani y el pintor Medardo Pantoja, fundó en Jujuy la revista Tarja, que fue un hito en la literatura del Noroeste Argentino.

En 1960 inició su labor como creador y director del Suplemento Cultural y Literario del diario Pregón, de San Salvador. Desde allí se dedicó por más de cuatro décadas –hasta junio de 2001– a renovar y desarrollar el periodismo cultural y literario provincial.
En 1966 creó el sello editorial buenamontaña (así, con minúsculas), en el que publicó buena parte de su obra y libros de otros escritores y poetas de su provincia y su región (con 31 títulos publicados, 1 Premio Nacional, 1 Premio Regional y 4 Fajas de Honor de la SADE, es uno de los sellos del interior del país con más premios nacionales recibidos).
En 1967 fue fundador y director, junto con Calveti y Pantoja, de la revista literaria Pliegos del Noroeste (con tres números publicados).
De 1988 a 1994 fue secretario de Publicaciones de la Universidad Nacional de Jujuy y creador de la Editorial de la UNJu (47 títulos publicados y 4 reediciones).
En 1996 se incorporó como miembro correspondiente a la Academia Argentina de Letras.
En 1998 inició la publicación de los Anuarios del tiempo, que registran una historia afectiva de Jujuy entre 1960 y 1996 y de los cuales se han compilado diez tomos.
Entre los reconocimientos recibidos durante su trayectoria, se incluye la Faja de Honor de la SADE (1947); una mención especial del Primer Premio Selección Nacional Poesía, Región NOA (trienio 1972-1975); una mención especial del Premio Nacional de Poesía (producción 1980-1983), y el Gran Premio de Honor de la Fundación Argentina para la Poesía (2007).
El miércoles 4 de mayo de 2011 falleció en Jujuy, Argentina.

### Obras
- Taller de muestras (Buenos Aires, Botella al mar, 1954; 2.ª ed.: San Salvador de Jujuy, Ediciones Cuadernos del Molle - Fundación Norte Chico, 1997)
- Indio de carga (San Salvador de Jujuy, Ediciones Tarja, 1958; 2.ª ed., facsimilar: San Salvador de Jujuy, Universidad Nacional de Jujuy y Dirección de Cultura de Jujuy, 1997)
- Romance del tipógrafo (San Salvador de Jujuy, Ediciones J.F. Ortiz, 1959; 2.a ed.: San Salvador de Jujuy, buenamontaña, 1977)
- Los herederos (San Miguel de Tucumán, Signo, 1960)
- En el tiempo labrador (San Salvador de Jujuy, buenamontaña, 1966; 2.a ed.: 2009)
- Carta terrestre y catálogo de estrellas fugaces (San Salvador de Jujuy, buenamontaña, 1973)
- Todo lo demás es cielo (los cielos que volaron y los cielos que espero) (San Salvador de Jujuy, buenamontaña, 1974)
- Postales (Buenos Aires, Papeles de Buenos Aires, 1975)
- El viento en la casa (Villa Constitución, Santa Fe, Ediciones Miljevic, 1976)
- Violetta marina y viola d'amore (en el pálido sueño de las cosas) (1976)
- Almanaque de notas (San Salvador de Jujuy, buenamontaña, 1978)
- Eucalar celeste, lapacho rosa (y otros nombres del tiempo) (San Salvador de Jujuy, buenamontaña, 1983)
- Abierto por balance (de la literatura en Jujuy y otras existencias) (San Salvador de Jujuy, buenamontaña, 1987)
- Obrador (San Salvador de Jujuy, buenamontaña, 1988)
- Abacería (Obrador II) (San Salvador de Jujuy, buenamontaña, 1991)
- Almanaque de notas (también Libro de Fábrica) tomo II (ed. para amigos, 100 ejemplares, 1993)
- Anuarios del tiempo, tomo I (San Salvador de Jujuy, buenamontaña, 1998)
- Anuarios del tiempo, tomo II (San Salvador de Jujuy, buenamontaña, 1999)
- Libro de ondas, con abrecaminos y final de pálidas (Buenos Aires, Vinciguerra, col. Metá, 2000)
- Anuarios del tiempo, tomo III (San Salvador de Jujuy, buenamontaña, 2001)
- Anuarios del tiempo, tomo IV (también llamado Almanaque de notas, vol. III y subtitulado Hoy, Jujuy, Hoy, correspondiente al año 1974 y con avisos) (San Salvador de Jujuy, buenamontaña, 2002)
- Anuarios del tiempo, tomo V (San Salvador de Jujuy, buenamontaña, 2003)
- Anuarios del tiempo, tomo VI (San Salvador de Jujuy, buenamontaña, 2004)
- Anuarios del tiempo, tomo VII (San Salvador de Jujuy, buenamontaña, 2005)
- Este otoño (San Salvador de Jujuy, buenamontaña, 2006)
- Anuarios del tiempo, tomo VIII (San Salvador de Jujuy, buenamontaña, 2007)
- Trópico de Huacalera (Buenos Aires, Mate, 2007)
- Volverá el mar y se irá... como entonces: libro de ondas, segunda parte (San Salvador de Jujuy, buenamontaña, 2007)
- Anuarios del tiempo, tomo IX (San Salvador de Jujuy, buenamontaña, 2008)
- Anuarios del tiempo, tomo X (San Salvador de Jujuy, buenamontaña, 2009)
- Lucero del alba, estrella del pastor (San Salvador de Jujuy, buenamontaña, 2010)

### Antologías
- Cantos para Jujuy (San Salvador de Jujuy, Universidad Nacional de Jujuy, 1981)
- Néstor Groppa, Antología poética (Buenos Aires, Fondo Nacional de las Artes, col. Poetas Argentinos Contemporáneos, 34, 2004)
- Anuarios del tiempo. Selección (selección de Santiago Sylvester) (Buenos Aires, Ediciones del Dock, col. Pez Náufrago, 2004)

### Libros sobre su vida y su obra
- Ahora o Nunca, Groppa. Homenaje (San Salvador de Jujuy, Ahora o Nunca, 2004)
- María Luisa Acuña, Néstor Groppa, vida y arte (San Salvador de Jujuy, ed. de la autora, 2012) (ISBN 978-987-33-2593-9)